# Ruta europea E11
La ruta europea E11 es una vía de comunicación que forma parte de la red de carreteras europeas. Comienza en Orleans (Francia) y termina en Béziers (Francia). Tiene una longitud de 625 km largo, y en toda su extensión solo atraviesa suelo francés. 
Ocupa la totalidad de las carreteras francesas A71 y A75.
La carretera atraviesa uno de los puentes más altos de Europa, y el segundo más alto del mundo, el viaducto de Millau, de 2460 m (8070,9 pies) de largo y 270 m (885,8 pies) de altura desde el suelo a la carretera. La ruta también pasa (pero no de manera directa) por el viaducto de Garabit, que fue construido en la década de 1880 por Gustave Eiffel.

## Ciudades que atraviesa
- Vierzon
- Bourges
- Saint-Amand-Montrond
- Montluçon
- Montmarault
- Gannat
- Riom
- Clermont-Ferrand
- Issoire
- Massiac
- Saint-Flour
- Saint-Chély-d'Apcher
- Marvejols
- Sévérac-le-Château
- Millau
- Lodève
- Clermont-l'Hérault
- Béziers

## Itinerario

### Orléans a Bourges
- Intercambiador A71 - A10 Paris, Le Mans, Fontainebleau, Orléans-Nord ; Burdeos, Tours, Blois (km 98)
- Limitación a 90 km/h
- Salida 1 Orléans-centre : Orléans-Centro, La Chapelle-Saint-Mesmin, Saint-Jean-de-la-Ruelle, Ingré-Sur (km 99)

 2x3 vías
- Limitación a 110 km/h
  - Puente de la A71 sobre el río Loira
- Limitación a 130 km/h
- Salida 2 Olivet : La Ferté-Saint-Aubin, Olivet, Orléans-la-Source, Orléans-Sologne (parque de actividades) (km 105)

 2x2 vías
- - Área de descanso Bois de Bailly : Orléans-Clermont
  - Área de servicio Chaumont-sur-Tharonne : La Ferté-Saint-Aubin- Clermont-Orléans
- Salida 3 Lamotte-Beuvron : Lamotte-Beuvron, La Ferté-Saint-Aubin, Nouan-le-Fuzelier, Neung-sur-Beuvron, Vouzon, Romorantin-Lanthenay (km 137)
  - Área de descanso Étang du Marais : Orléans-Clermont La Briganderie
  - Área de descanso Maremberts : Orléans-Clermont La Saulot
- Salida 4 Salbris : Salbris, Neung-sur-Beuvron, Aubigny-sur-Nère, Romorantin-Lanthenay (km 156)
  - Área de servicio Salbris-Theillay : Salbris-la-Loge - Clermont-Orléans
  - Puente sobre el río Rère
- Intercambiador A71-A85 : Nantes, Tours, Blois, Romorantin-Lanthenay (km 170)
- Salida 5 Vierzon-norte : Intercambiador A71-A20 Toulouse, Limoges, Châteauroux, Vierzon-Centro (km 179)
- Salida 6 Vierzon-est : Vierzon-Este, Mehun-sur-Yèvre (km 185)
  - Área de descanso Quincy : Orléans-Clermont La Chaussée de César
  - Área de servicio Bourges : Sainte-Thorette - Bourges-Marmagne
- (en proyecto) Salida 6.1 Bourges-oeste : Bourges, Marmagne
- Salida 7 Bourges-sur : Bourges, Issoudun, Saint-Florent-sur-Cher, Saint-Doulchard, Nevers (km 211)

### Bourges a Clermont-Ferrand
- Límite de la concesión
  - Área de reposo Gîte aux Loups
  - Puente sobre el río Cher
  - Área de servicio Farges-Allichamps
- Salida 8 Saint-Amand-Montrond : Saint-Amand-Montrond, Châteauroux (km 251)
  - Área de reposo Grand Meaulnes
  - Puente sobre el río Cher, comuna de Nassigny
- Salida 9 Forêt de Tronçais : Vallon-en-Sully, Montluçon por RD 2144 (km 280)
- Intercambiador RN 145-A714-A71 : Guéret, Montluçon (km 295)
  - Área de servicio Allier (Doyet) (km 304)
- (en proyecto) Intercambiador A79-A71 : Mâcon, Moulins
- Salida 11 Montmarault : Moulins, Mâcon, Chalon-sur-Saône, Montmarault, Commentry, Saint-Pourçain-sur-Sioule, Saint-Éloy-les-Mines, Bourbon-l'Archambault (km 318)
  - Viaducto du Venant (340 m) (km 323)
  - Área de reposo Bouble
  - Puerto de Naves (330 m), comuna de Naves (km 340-341)
  - Pasaje sobre Sioule, entre Saint-Bonnet-de-Rochefort y Bègues (km 347)
- Intercambiador A719-A71 : Ébreuil ; Vichy, Gannat, Saint-Pourçain-sur-Sioule (km 350)
  - Área de servicio Volcans d'Auvergne
- Salida 12.1 : Combronde, Saint-Éloy-les-Mines (km 361)
- Intercambiador A71-A89 Oeste : Burdeos, Limoges (km 364)
  - Área de reposo Montpertuis
- Salida 13 Riom : Riom, Volvic, Châtel-Guyon (km 374)
- Peaje de Gerzat (o de Clermont-Barrière) + Salida 14 Gerzat : Gerzat, Z.I. Ladoux por RD 210 (Puy-de-Dôme) (km 380)

  2×3 vías y límitación a 110 km/h
- Intercambiador A71-A89 Este : Lyon, Thiers, Saint-Étienne + Salida 15 Clermont-Ferrand-norte : Clermont-Ferrand Quartiers Nord por A710 (km 386)
- Salida 16 Clermont-Ferrand-este : Clermont-Ferrand Le Brézet / Quartiers Est,  Aeropuerto de Clermont-Ferrand Auvergne por RD 772 (Puy-de-Dôme)  (km 389)

 2×2 vías
- Intercambiador A71-A711 : hacia A89 Lyon, Saint-Étienne, Thiers (km 390).

### Clermont-Ferrand al Viaducto de Millau
- Inicio A75 (km 0)
- Salida 1 Clermont-Ferand-La Pardieu : Billom, Cournon-d'Auvergne, La Pardieu por RD 765 (Puy-de-Dôme) (km 1,5)
- Salida 2 Pérignat-lès-Sarliève : Burdeos por RD, Clermont-Ferrand, La Bourboule y Mont-Dore por RD 2089 (Puy-de-Dôme), Aubière (km 4)
- Salida 3 Cournon : Cournon-d'Auvergne, Pérignat-lès-Sarliève, Z.I. Cournon, Grande Halle, Zénith por RD 137 (km 5)
- Salida 4 La Noviale-Gergovie : Vic-le-Comte, Le Cendre, Gergovie, Pérignat-lès-Sarliève, La Roche-Blanche por RD 978 (km 6)
- Salida 5 Le Crest : Aydat, Saint-Amant-Tallende, Veyre-Monton, Orcet par RD 213 (km 10)
  - Área de servicio Veyre - Clermont-Béziers
- Salida 6 La Sauvetat : Besse, Saint-Nectaire, Champeix, Veyre-Monton par RD 978 (km 15)
  - Área de servicio Authezat - Béziers-Clermont
- Salida 7 Montpeyroux : Coudes, Montpeyroux (km 19)
- Salida 8 Coudes : Coudes, Vic-le-Comte (km 21)
- Salida 9 Veneix : Sauvagnat-Sainte-Marthe, Saint-Yvoine (km 23)
  - Área de reposo Val d'Allier - Clermont-Béziers
- Salida 10 La Ribeyre : La Ribeyre (km 27)
- Salida 11 Issoire-norte : Issoire (km 30)
- Salida 12 Issoire-Le Grand Mas : Orbeil, Issoire-Les Prés (km 32)
- Salida 13 Issoire-Les Vigeires : Saint-Germain-l'Herm, Ambert, Sauxillanges, Parentignat, Issoire (km 33)
- Salida 14 Issoire-Chapeau Rouge : Besse, Saint-Nectaire, Champeix, Issoire-Aérodrome (km 35)
- Salida 15 Le Broc : Ardes, Saint-Germain-Lembron, Le Broc, Le Breuil-sur-Couze (km 37)
- Salida 16 Le Broc : Le Broc (km 38)
  - Área de reposo Cézallier
- Salida 17 Les Coustilles : Jumeaux, Auzat-la-Combelle, Saint-Germain-Lembron, Le Breuil-sur-Couze (km 41)
- Salida 18 Charbonnier-les-Mines : Brassac-les-Mines, Sainte-Florine, Charbonnier-les-Mines (km 46)
- Salida 19 Lempdes-sur-Allagnon-norte : Lempdes-sur-Allagnon, Auzon (km 50)
- Salida 20 Lempdes-sur-Allagnon-sur - RN 102 : Le Puy-en-Velay, Brioude, Sainte-Florine, Vergongheon por RN 102 (km 52)
- Salida 21 La Fayette : Ardes, Lorlanges + Área de servicio La Fayette (km 57)
- Salida 22 Espalem : Le Puy-en-Velay, Brioude ; Blesle, Espalem (km 62)
  - Área de reposo Chalet (Clermont-Béziers)
- Salida 23 Massiac-norte a 67 km : Aurillac, Le Lioran, Murat, Massiac por RN 122 (km 67)
- Salida 24 Massiac-sur a 70 km : Massiac, Pont de l'Alagnonnette, Viaducto de la Violette (km 70)
- Salida 25 Espezolles : Saint-Poncy (km 82)
- Salida 26 La Fageolle : Vieillespesse (km 86)
- Salida 27 Salcrus : Coren, Montchamp (km 88)
  - Área de reposo Montchauvet
- Salida 28 Saint-Flour-norte : Espalion, Chaudes-Aigues, Coren, Saint-Flour (km 94)
- Salida 29 Saint-Flour-este : Aurillac, Saint-Flour (km 98)
- Salida 30 La Gazelle : Ruynes-en-Margeride, Viaduc de Garabit (km 103)
  - Área de reposo Garabit
  - Viaducto de Gabarit
- Salida 31 Loubaresse : Loubaresse, Viaducto de Garabit (km 112)
- Salida 32 Combe-Jouve : Le Bacon, La Garde + Área de servicio La Lozère (km 118)
- Salida 33 Saint-Chély-d'Apcher-norte : Fournels, Le Malzieu-Ville, Saint-Chély-d'Apcher (km 123)
- Salida 34 Saint-Chély-d'Apcher-sur : Le Malzieu-Ville, Saint-Alban-sur-Limagnole, Saint-Chély-d'Apcher, Rimeize, Chaudes-Aigues, Fournels (km 129)
  - Área de reposo Aubrac
- Salida 35 Aumont-Aubrac-Norte : Aumont-Aubrac, Nasbinals (km 133)
- Salida 36 Aumont-Aubrac-Sur : Aumont-Aubrac (km 138)
- Salida 37 Le Buisson : Le Buisson (km 146)
- Salida 38 La Bastide : Antrenas, Marvejols, Nasbinals (km 152)
  - Área de reposo Bête du Gévaudan
- Salida 39 Le Monastier : Le Monastier-Pin-Moriès, Chirac, Pont du Truc de la Fare (km 155)
- Salida 39.1 Moriès : Intercambiador A75-RN 88: Nîmes, Mende, Florac, Chanac, Gorges du Tarn (km 160)
- Túnel de Montjézieu
- Salida 39.2 Saint-Germain-du-Teil : Saint-Germain-du-Teil (km 162)
- Salida 40 Banassac : Banassac, La Canourgue, Gorges du Tarn, Saint-Germain-du-Teil, Saint-Laurent-d'Olt (km 165)
- Salida 41 Farnajous : Saint-Geniez-d'Olt, Campagnac (km 175)
- Salida 42 Séverac-le-Château : Toulouse, Albi, Rodez, Laissac, Le Massegros, Sévérac-le-Château (km 183)
- Salida 43 Sermeillets : Le Massegros, Gorges du Tarn (km 186)
- Salida 44 Engayresque : Engayresque, Verrières (km 199)
- Salida 44.1 Aguessac-Gorges du Tarn : Cahors, Meyrueis, Pont-de-Salars, Vézins-de-Lévézou, Aguessac, Gorges du Tarn, Micropolis (km 209)
  - Área de reposo La Garrigue
- Salida 45 Saint-Germain : Millau, Saint-Beauzély, Castelnau-Pégayrols (km 214)

### Travesía del Viaducto de Millau
La sección entre las salidas 45 et 46, de peaje, es una concesión a la empresa Eiffage (CEVM)
- Peaje de Saint-Germain  (km 215)
  - Área de reposo Viaducto de Millau (km 219)
- Viaducto de Millau (km 220 à 222,5)

### Viaducto de Millau a Béziers

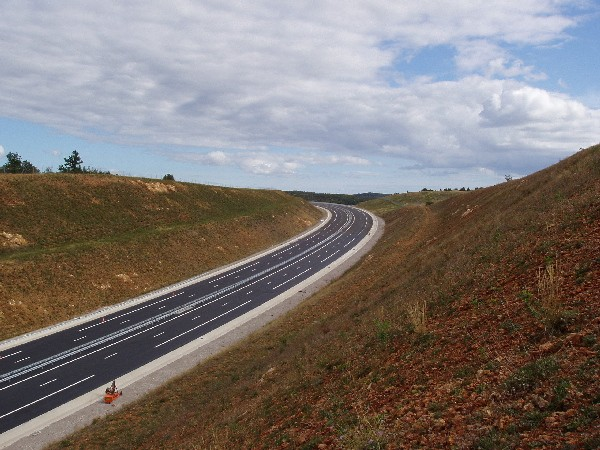
Travesía de Larzac

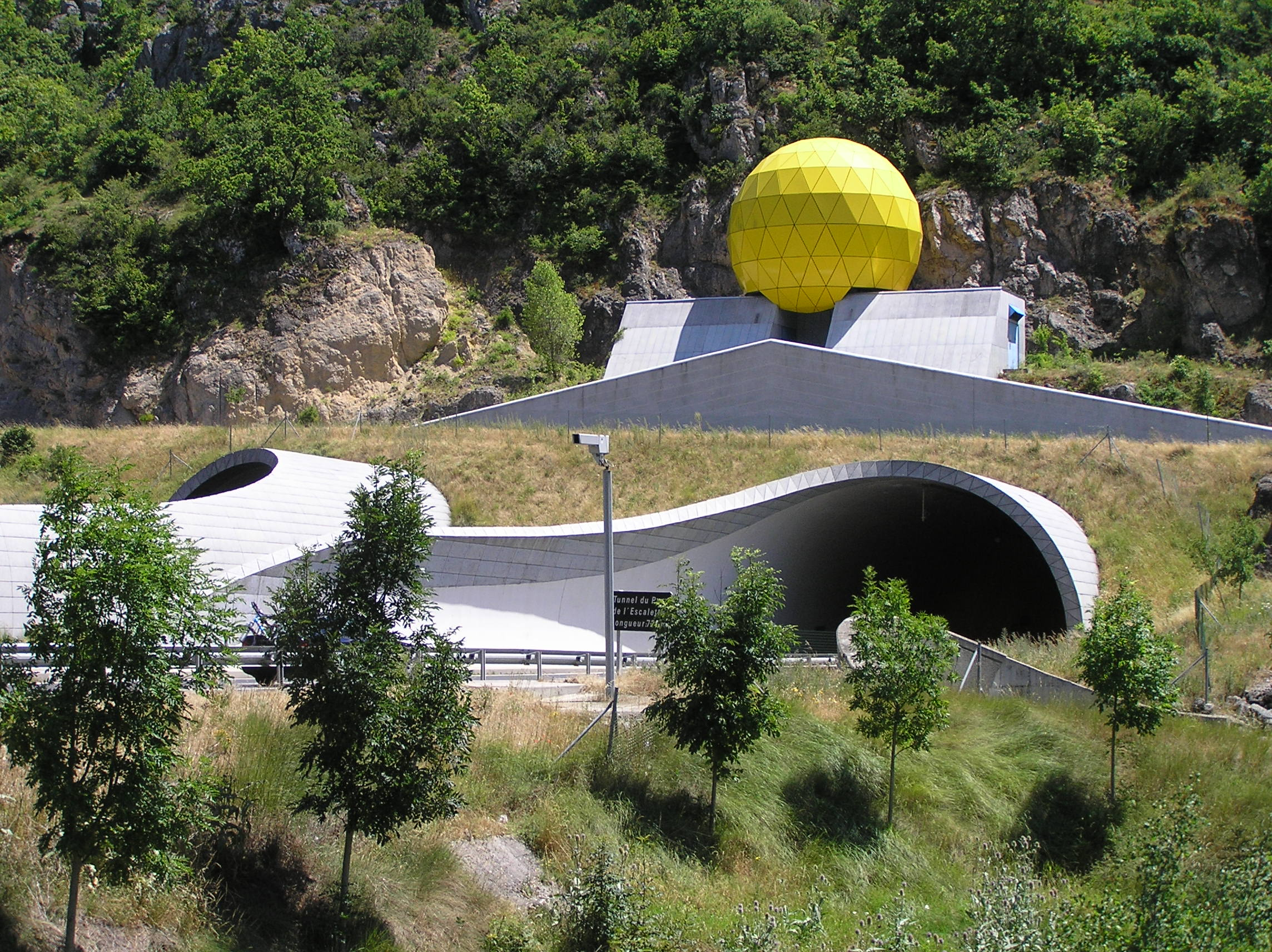
Túnel del Paso de l'Escalette

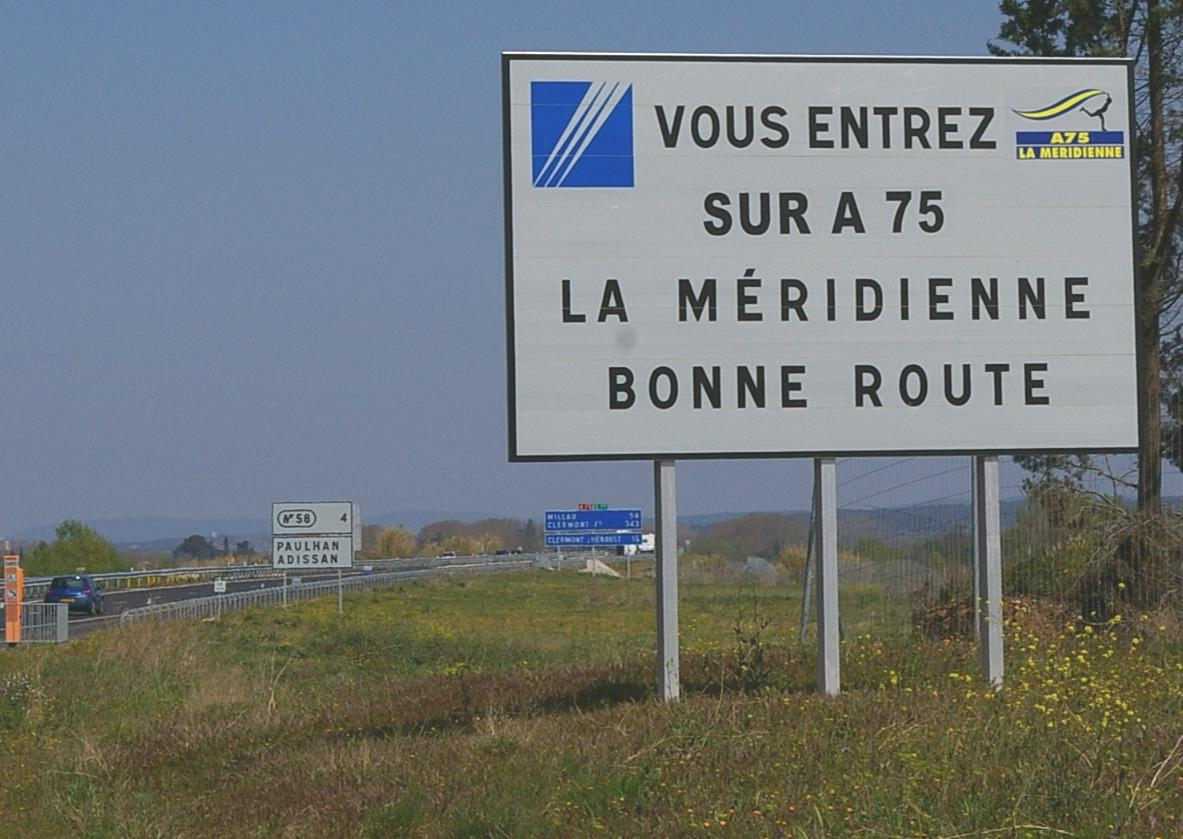
A75 cerca de la salida 58.

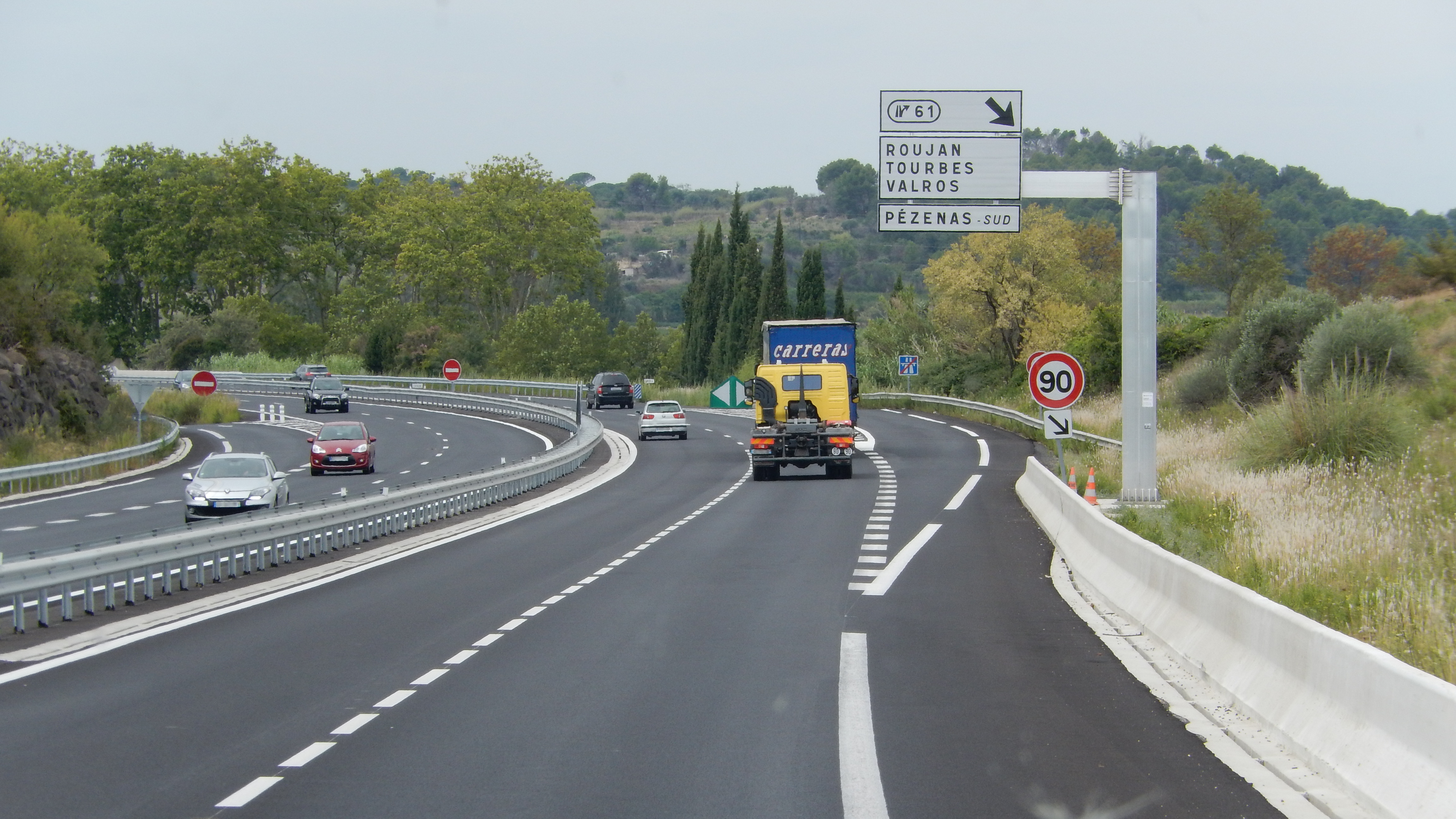
Salida 61 cerca de Pézenas.

- Salida 46 Saint-Rome-de-Cernon : Albi (RD 999), Saint-Affrique, Roquefort, Saint-Rome-de-Cernon (km 228)
- Salida 47 La Cavalerie : Millau, Nant, La Cavalerie, Saint-Affrique, Roquefort, Sainte-Eulalie-de-Cernon, Gorges du Tarn (km 235)
  - Área de servicio Larzac}}
- Salida 48 Larzac : Alzon, Cornus, La Couvertoirade, L'Hospitalet-du-Larzac, Le Vigan (km 242)
- Salida 49 Le Caylar : Le Caylar, La Couvertoirade, Vissec, Cirque de Navacelles, Bédarieux, Lunas (km 255)
- Descenso del 7,5 % en 6,5 km (km 259)
- Salida 50 Saint-Félix-de-l'Héras : Saint-Félix-de-l'Héras, Les Rives (km 259)
  -  Túnel del Paso de l'Escalette (830 m)
  - Área de reposo Belvédère de la Lerque - Clermont-Béziers
- Salida 51 Pégairolles-de-l'Escalette : Pégairolles-de-l'Escalette (km 266)
- Salida 52 Lodève-norte : Lodève, Soubès, Le Vigan, Ganges, Cirque de Navacelles, Tunnel de la Vierge (km 271)
- Salida 53 Lodève-sur : Lunas, Lodève, Bédarieux, Le-Bousquet-sur-Orb, Lamalou-les-Bains (km 275)
- Salida 54 Mas Lavayre : Saint-Jean-de-la-Blaquière, Le Bosc, Lac du Salagou (km 280)
- Salida 55 Saint-Fréchoux : Lac du Salagou (km 282)
- Salida 56 Salelles-du-Bosc : Salelles-du-Bosc, Saint-Jean-de-la-Blaquière (km 284)
- Intercambiador A75-A750 (Bifurcación de Ceyras) : Montpellier, Saint-Guilhem-le-Désert, Gignac, Saint-André-de-Sangonis
- Salida 57 Clermont-l'Hérault : Bédarieux, Canet, Nébian, Clermont-l'Hérault, Lac du Salagou (km 289)
  - Área de reposo Paulhan  (km 298)
- Salida 58 Paulhan : Lézignan-la-Cèbe, Paulhan, Adissan (km 299)
- Salida 59 La Grange des Prés : Sète, Marseillan, Mèze, Montagnac, Lézignan-la-Cèbe, Pézenas  (km 304)
- Salida 59 Pézenas-centro : Pézenas sur, Castelnau de Guers (km 307)
- Salida 60 Conas : Nézignan l'Eveque, Vias, Agde (km 309)
- Salida 61 Pézenas-sur : Roujan, Pézenas sur (km 310)
  - Área de servicio Valros (en proyecto) (km 314)
- Salida 62 La Bégude de Jordy : Servian (km 318)
- Salida 63 Béziers-norte : A75-63 Castres, Mazamet, Béziers-norte (km 324)
- Salida 64 Béziers-centro : Valras-Playa, Béziers-centro (km 326)
- Peaje Béziers-Cabrials (km 327)
- Intercambiador A75-A9 (km 328)